# Homer's Crossing
«Homer's Crossing» (укр. «Перехрестя Гомера») — прем'єрна серія тридцять п'ятого сезону мультсеріалу «Сімпсони», прем'єра якої відбулась 1 жовтня 2023 року у США на телеканалі «Fox».

## Сюжет
Серія починається з галюцинації Отто, який з'їв цілу тацю кислих брауні. Після цього Отто їде на шкільному автобусі і пропадає… Скликається надзвичайні батьківські збори, на яких батькам кажуть, що тепер їм доведеться або самим відвозити дітей до школи, або дозволити їм ходити пішки. Однак, для безпеки необхідний ще один волонтер серед батьків для охорони шкільного переходу, і Гомер випадково зголошується.
На Спрінґфілдській атомній електростанції стається ризик надзвичайної ситуації. Ленні, Карл, Чарлі і містер Бернс взялися за роботу тим часом, як Гомер дивиться на свою консоль, яка нічого не робить. Після успіху колег він дізнається, що його консоль — не «справжня» і навіть не підключена. Насправді він ніколи нікого не врятував. Тієї ночі Гомер також зазнає невдачі у ліжку з Мардж.
Наступного дня, у перший робочий день охоронцем переходу діти сміються над Гомером після того, як його дупа застряє в кріслі. Однак, коли він бачить авто, що мчить прямо на Ральфа, Гомер вистрибує на дорогу і рятує Ральфу життя. Він стає місцевим героєм.
Кент Брокман робить репортаж про героїку Гомера. Мер Квімбі також бачить новини та вирішує профінансувати охоронців переходу, щоб Гомер отримував гроші за свою роботу. Гомер стає начальником охоронців переходу, а потім наймає інших, щоб допомогти. Однак, Гомер швидко починає зловживати своєю новоодержаною владою.
Наступного дня біля Спрінґфілдської початкової школи утворюється затор, оскільки охорона переходу не впоралася з напливом людей і машин. Зрештою це призводить до вибуху «слонячої зубної пасти», хімікатів, призначених для наукового ярмарку. Збиток, завданий місту, величезний, і Гомер змушений захищатися в ратуші. У відповідь він звинувачує недостатнє фінансування охорони переходів. Містяни підтримують його, і Квімбі погоджується дати їм стільки грошей, скільки вони забажають, незважаючи на протести шефа Віґґама.
Отримавши ще більше влади, Гомер надає охоронцям переходу зброю та спорядження SWAT, що призводить до того, що вони наражають жителів міста на небезпеку. Коли Квімбі вирішує скоротити свій бюджет на 1,5 %, Гомер знімає наклепницьку рекламу проти Квімбі. Розпочинається війна охоронців переходу і влади. Гомер і Віґґам вирішують зіткнутися в найнебезпечнішому місці міста, на шестисторонньому перехресті.
На переході сходяться охоронці переходу Гомера та поліцейські Віґґама, міграційна та митна правоохоронна служба США, адміністрація транспортної безпеки, паркувальники, охорона сусідів і рятувальники на воді. Усі шість груп протистоять одна одній. Коли Гомер готується розпочати бійку, його збиває Отто шкільним автобусом, повернувшись до міста. Гомер прокидається в лікарні, де Ліса каже, що сподівається, що він засвоїв урок (але ні). Потім Гомер уявляє свою сім'ю цвяхами, а себе молотком, що повинен забити цвяхи.

## Виробництво
У ранній чернетці сценарію серії була друга фантастична сцена, де Флексулон освідчується в коханні королеві джунглів, яка виявилася Божевільною дамочкою з котами. Потім вони з Отто знизили плечима і втекли разом.
Сценарист серії Сезар Мезаріегос насправді пропонував творчій команді «Середу джинсових шортів», але, як і колеги Гомера, ті нервово відмовилися.
Було змінено сцену, в якій сім'я Сімпсонів поїхала на виставку безпеки, щоб витратити бюджет охорони переходу. Сцена включала сім'ю, що переглядали показ мод для «Fasc-Fashion». Однак, продюсери вважали, що виставка більше підходить для 1 акту, експозиції, а 3 акту. Із задуму залишено лише каталог зброї SWAT, який переглядає Гомер.

## Культурні відсилання та цікаві факти
- Галюцинація Отто на початку серії, в якій Флексулон бореться з тролями, натхненна фільмом Ральфа Бакши «Вогонь і лід» 1983 року[4].
- Консоль Гомера на роботі була заповнена засобами для чищення та непроданими фігурками містера Бернса від компанії «Funko»[5].
- Номер чека, який виписує мер Квімбі охоронцям переходу починається із «OABF18», виробничого кода епізоду[6].
- Сцена монтажу охоронців переходу є пародією на заставку серіалу «CSI: Маямі»[7].
  - Головна музична тема серіалу «Won't Get Fooled Again» групи «The Who» грає під час монтажу[8].
- Сцена з написом «crossable» (укр. «перейдений») на розбитому стільці Гомера є пародією на сцену із фільма «Недоторкані» 1987 року, де герої знаходять слово «touchable» (укр. «доторканий»), написане кров'ю поруч із мертвим бухгалтером. Співвиконавчий продюсер серії Тім Лонг запропонував її[9].
- Шестистороннє перехрестя засноване на аналогічному шестисторонньому перехресті в Беверлі-Гіллз[10].
- У фінальній сцені грає пісня «If I Had a Hammer» фолктріо «Peter, Paul and Mary»[11].

## Ставлення критиків і глядачів
Під час прем'єри серію переглянули 3,58 млн осіб, з рейтингом 1.1, що зробило її найпопулярнішим шоу на каналі «Fox» тієї ночі.
Реян Мішра з «TheReviewGeek» оцінив серію на три з п'яти зірок, сказавши:
|  | Перша серія 35 сезону «Сімпсонів» є гарним початком із деякими характерними сюжетними елементами та сценами. Однак, це не ті епізоди, які ми б хотіли зробити кульмінацією нового сезону, головним чином тому, що це проторений шлях. Чим більше ми дивимось такого роду речі, тим важче буде отримати радість від цих епізодів. Ми сподіваємося, що в майбутніх серіях також підвищиться сила сюжету та щільність актуальності. |

Згідно з голосуванням на сайті The NoHomers Club більшість фанатів оцінили серію на 3/5 із середньою оцінкою 3,02/5.